# Specie (farmaceutică)
Specii medicinale - amestecuri de plante sau părți ale acestora, uscate și mărunțite, care servesc la prepararea soluțiilor extractive apoase simple sau cu adaos de medicamente.